# Träsksångare
Träsksångare (Locustella lanceolata) är en sångare inom familjen gräsfåglar (Locutellidae). Den häckar från nordvästra Ryssland österut till Kamtjatka och Japan. Vintertid flyttar den till södra och sydöstra Asien, från Indien till Indonesien. Fågeln är en sällsynt gäst i Västeuropa. IUCN kategoriserar den som livskraftig.

## Utseende och läte

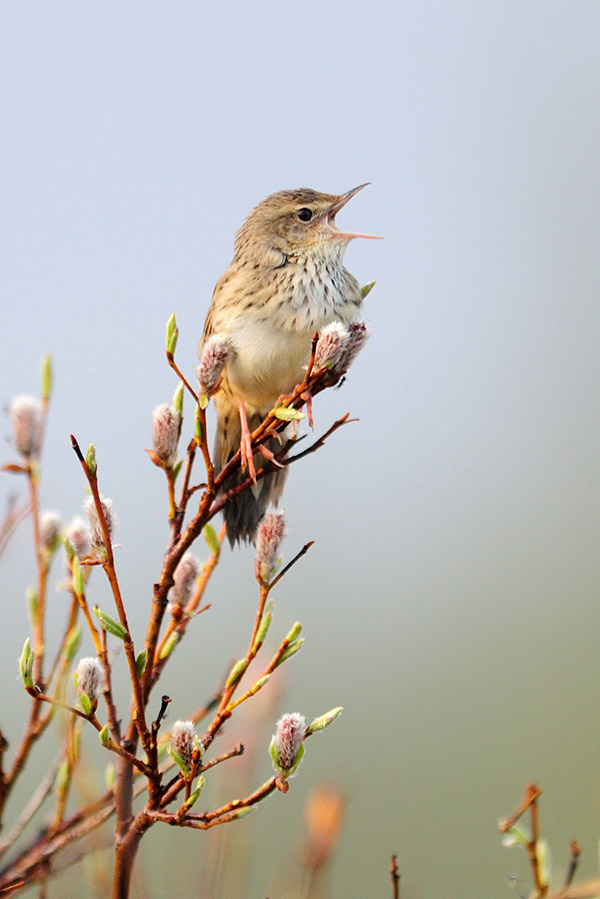
Sjungande träsksångare under häckningen.

Träsksångaren är en liten (11,5–12,5 cm) sångare, i stort lik gräshoppsångaren men mindre och mer kompakt med kortare stjärt. Den adulta fågeln är kraftigt mörkstreckad, även på undersidan av stjärten. Ovansidan är mattbrun med gråaktig ton och undersidan ljus. De mörka fläckarna är mer distinkt avgränsade än på gräshoppsångaren men det finns individuella skillnader. Även de nästan svarta tertialerna har tydligare avgränsade jämnbreda ljusa bräm. Könen är lika medan juvenilen är mörkare på undersidan som också är diskretare streckad.
Dess monotona sång påminner om gräshoppsångarens insektsliknande läte men kan särskiljas genom sin något högre tonhöjd, snabbare tempo och de kortare stroferna. Istället för gräshoppsångarens 5-10 minuter långa strofer sjunger träsksångaren sällan strofer som är längre än en minut. Sången framförs främst i skymningen.

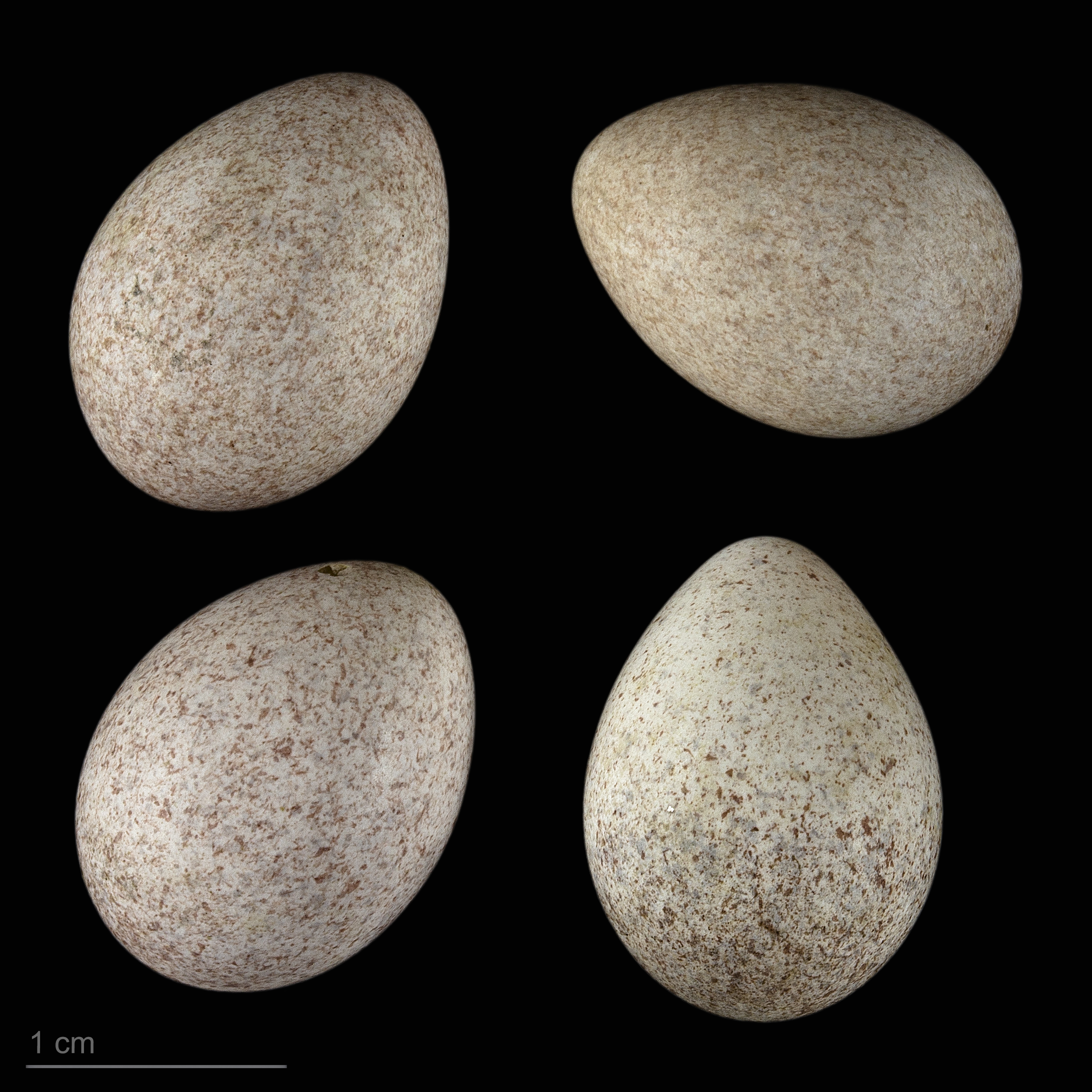
Locustella lanceolata

## Utbredning och systematik
Träsksångaren beskrevs som art av Temminck 1840. Dess vetenskapliga artnamn lanceolata betyder "lansformad", efter latinets lancea för "lans", syftande på artens spetsformade streckning.
Arten är en flyttfågel som häckar från nordvästra Ryssland och österut genom Sibirien, norra Mongoliet och nordöstra Kina till Japan och Kamtjatka. Den övervintrar i Sydostasien från Indien och Myanmar i nordväst till Indonesien, Sumatra, Borneo och Java i sydöst, men även på Andamanerna och Nikobarerna i Indiska oceanen. Vissa, som tongivande International Ornithological Congress (IOC), delar in den i två underarter med följande utbredning:
- Locustella lanceolata hendersonii – häckar på Sachalin samt i södra Kurilerna och norra Japan; flyttar vintertid till Sydostasien
- Locustella lanceolata lanceolata – häckar i nordöstligaste Europa och det asiatiska fastlandet; flyttar vintertid till Stora Sundaöarna och Filippinerna

Andra, som Clements et al, behandlar den istället som monotypisk, det vill säga att den inte delas in i underarter.
Även i verket Handbook of Western Palearctic Birds (Shirihai & Svensson 2018) rekommenderas att arten bör betraktas som monotypisk.

### Förekomst utanför utbredningsområdet
Träsksångaren är sällsynt i Västeuropa med flest observationer i Storbritannien där den setts vid över 60 tillfällen. Den har även observerats i Norge, Sverige, Finland, Danmark, Tyskland, Nederländerna, Frankrike och forna Jugoslavien, liksom i Alaska och USA. I Sverige föreligger tolv fynd, antingen i huvudsak ringmärkta individer i september–oktober i södra Sverige eller sjungande hanar i Norrland.

### Släktskap
Trots träsksångarens likhet med gräshoppsångaren både i utseende och läten visar sentida genetiska studier att de inte är särskilt nära släkt. Istället verkar träsksångaren vara systerart till en grupp där visserligen gräshoppsångaren ingår, men även de europeiska arterna flodsångare och vassångare samt ett antal asiatiska Locustella-arter.
Gräsfåglarna behandlades tidigare som en del av den stora familjen sångare (Sylviidae). Genetiska studier har dock visat att sångarna inte är varandras närmaste släktingar. Istället är de en del av en klad som även omfattar timalior, lärkor, bulbyler, stjärtmesar och svalor. Idag delas därför Sylviidae upp i ett flertal familjer, däribland Locustellidae.

## Levnadssätt
Träsksångaren häckar främst på taigan och återfinns i frodig gräs- och örtvegetation med inslag av tätare buskage, viden och träd, ofta i närheten av vatten och våtmarker. Den håller sig oftast dold i tät vegetation och ses sällan, oftast bara när den sjunger. Blir den störd kryper den genom gräs och buskar för att komma undan istället för att flyga. Den bygger ett skålformigt bo som placeras i en tuva på marken och den lägger oftast fem ägg. Den är en insektsätare.

## Status och hot
Arten har ett stort utbredningsområde och en stor population med stabil utveckling. Utifrån dessa kriterier kategoriserar IUCN arten som livskraftig (LC). Beståndet i Europa uppskattas till 30 000–60 000 par.